# أنس العاقل
أنس العاقل من مواليد مدينة شفشاون سنة 1975. أستاذ بالمعهد العالي للفن المسرحي والتنشيط الثقافي بالرباط. حاصل على شهادة الدكتوراه حول موضوع الدراماتورجيا وجمالية التلقي ودبلوم الدراسات العليا المعمقة في الأدب والفنون الحديثة بجامعة سيدي محمد بن عبد الله بفاس، وعلى دبلوم المعهد العالي للفن المسرحي والتنشيط الثقافي شعبة التمثيل. ممثل مسرحي، تلفزيوني وسينمائي، اشتغل في العديد من الأعمال الدرامية بالمغرب، كما سبق له أن حاز على جائزة أفضل ممثل خلال المهرجان الوطني للمسرح الاحترافي بالمغرب. اشتغل بالكتابة الركحية والاقتباس، فاقتبس للركح مسرحية «العريس» للكاتب والشاعر المغربي صلاح الوديع التي أخرجها ياسين أحجام وكتب مسرحية «ماروك ناو» إخراج ياسين أحجام، ومسرحية «المبروك» التي أخرجها المخرج أمين ناسور ومسرحية «سيلفي» التي أخرجها أحمد حمود. كما كتب وأخرج مسرحية «خالتي هولندا». ونشر أربع مسرحيات «جزيرة السلمون» و«أتراني سعيدا؟» و«موروكو لاند» و«بنك الوقت»، بالإضافة إلى «كتاب الدراماتورجيا والتحليل الدراماتورجي».كما كتب سيناريو سلسلة «طاكسي 2.0»، ورواية «هكذا تحدثت الشجرة».

## من أعماله

### في المسرح
- مسرحية «شبه عائلة» إخراج مسعود بوحسين، فرقة Pomp and Maccadam.[3]
- مسرحية «ورطة» إخراج عبد الحق بلمجاهد، فرقة المسرح الحر.[4]
- مسرحية «سيدة المتوسط» إخراج ياسين أحجام، مسرح أبينوم.
- مسرحية «غجر منتصف الليل» إخراج ياسين أحجام، مسرح أبينوم.
- مسرحية «نداء الوطن» إخراج جمال الدين الدخيسي، المسرح الوطني محمد الخامس.
- مسرحية «حدائق لوركا» إخراج ياسين أحجام، مسرح أبينوم.
- مسرحية «المذكرات الشيطانية» إخراج حميد البوكيلي، مسرح أبينوم.
- مسرحية «لعب الدراري» إخراج عبد العاطي لمباركي، مسرح أفروديت.
- مسرحية «نعال الريح» إخراج بوسلهام الضعيف، مسرح الشامات.
- مسرحية «ذكرى سفر» إخراج جمال بودومة، مسرح الأكروبول.
- مسرحية «جارات أبي موسى» إخراج بوسلهام الضعيف، مسرح الشامات.
- مسرحية «الكراسي» إخراج بوسلهام الضعيف.
- مسرحية «حلم ليلة منتصف صيف» إخراج فاضل الجاف.
- مسرحية «كلب الجنرال» إخراج بدري حسون فريد.
- مسرحية «حفل زفاف البورجوازي الصغير» إخراج بدرو أوسوريو».
- مسرحية «أساطير من تومبوكتو» إخراج جون برناي.
- مسرحية «راشومون» إخراج فاضل الجاف.
- مسرحية «يوم من زماننا» إخراج نورالدين زيوال.
- مسرحية«اثنا عشر رجلا غاضبا» إخراج فرنسيس دوبروين.
- مسرحية «الأوتوبيس» إخراج إبراهيم الهنائي.
- مسرحية «المهندس وإمبراطور آشور» إخراج نعمان أوراغ.
- مسرحية «ماكبث» إخراج يوسف الساسي.

### في التلفزيون والسينما
- «وبعد». فيلم سينمائي طويل. 1999
- «الملف الازرق». فيلم تلفزيوني. 2000
- الحسين والصافية 2011
- «شك في صمت» (فيلم سينمائي قصير) 2010
- «دم الحبر» (فيلم سينمائي قصير) 2005
- "1+1=0"(شريط سينمائي قصير) 2009
- «بارابول» (شريط سينمائي قصير). 2001
- رمانة وبرطال 2008
- شريط «جبروت».فيلم تلفزيوني 2004
- «وجها لوجه» فيلم سينمائي. 2004

شريط«مطاردة» فيلم تلفزيوني 2005
- الفيلم السينمائي الطويل «فين ماشي يا موشي».2007
- «الغريب». مسلسل تلفزيوني. 2009
- الفيلم السينمائي الطويل «القمر الأحمر».2012
- السلسلة التلفزيونية«طاكسي2.0»(2019)

كما لديه مشاركات في مجموعة من الأعمال الدولية والعربية، منها:
- The crescent and the cross
- Deep state
- Né quelque part
- Nous trois ou rien
- Maria y Assou
- women in history
- The Jewish revolt
- Beirut
- Killing Jésus
- Vagabond
- Backstabbing for beginners
- Home land
- مسلسل «عمر».
- مسلسل «صقر قريش».